# ادراک‌پریشی چهره‌ای
ادراک‌پریشی چهره‌ای، چهره‌کوری یا چهره‌ناشناسی یا پروسپاگنوزیا (به انگلیسی: prosopagnosia) که یک کلمه یونانی است که از دو قسمت تشکیل شده است: "prosopon" به معنی صورت و "agnosia" به معنای نابینایی. نوعی اختلال عصب‌شناختی که مشخصهٔ آن ناتوانی در بازشناسی چهره‌هاست. در موارد بسیار شدیدِ آن ممکن است شخص توانایی بازشناسی چهرهٔ خود را نیز نداشته باشد.
در اصل، این اصطلاح به وضعیتی اطلاق می شود که پس از آسیب شدید به مغز رخ می‌دهد (prosopagnosia اکتسابی)، اما یک نوع مادرزادی یا رشدی این اختلال وجود دارد که ممکن است حدود 2.5٪ از جمعیت جهان را تحت تاثیر قرار دهد. ناحیه‌ای از مغز که مسئول پروسوپاگنوزیا است، شکنج دوکی شکل است که به طور خاص به صورت‌ها پاسخ می‌دهد روش تشخیص چهره برای کسانی که پروسوپاگنوزیا دارند بستگی به... سیستمی با حساسیت کمتر برای تشخیص اشیاء نیمه راست شکنج دوکی شکل بیشتر از نیمه چپ در تشخیص چهره های آشنا نقش دارد در تشخیص چهره انسان نقش دارد یا اگر با محرک های بصری بسیار آموزش دیده همراه باشد. 
افراد مبتلا به بیماری ادراک‌پریشیِ چهره‌ای ناگزیر هستند به‌جای توجه به چهرهٔ افراد، نشانه‌های دیگری مانند آرایش مو، لباس، صدا یا سایر علایم مشخصه را برای شناسایی آنان به کار گیرند.
پروسوپاگنوزی اکتسابی و پروسوپاگنوزی مادرزادی (تکاملی) ناشی از آسیب به لوب گیجگاهی و پس سری است (به علل و مناطق آسیب دیده مغز مراجعه کنید) و اغلب در بزرگسالان نیز دیده می‌شود به بخش‌های شناختی و انجمنی اضافی (به بخش ها مراجعه کنید). به اندازه کافی، فردی که دارای پروسوپاگنوزی مادرزادی است، هرگز نمی تواند توانایی تشخیص چهره ها را به دست آورد، اگرچه تلاش های متعددی برای درمان صورت گرفته است، هیچ درمان واقعی و موثری برای گروهی از افراد مبتلا به ادراک‌پریشیِ چهره‌ای نشان داده نشده است او استراتژی های تمایز «تدریجی» یا استراتژی «ویژگی به ویژگی» را می آموزد که ممکن است شامل سرنخ های ثانویه مانند لباس، راه رفتن، رنگ مو ، شکل بدن و صدا باشد . از آنجایی که چهره عامل مهمی در تعیین هویت در حافظه است ، کسانی که از پیش‌آگاهی رنج می‌برند ممکن است حفظ اطلاعات در مورد افراد و همچنین تعامل عادی با آنها دشوار باشد. Prosopagnosia همچنین با سایر اختلالات مرتبط با نواحی مجاور مغز مرتبط است: همیانوپسی چپ (از دست دادن بینایی در سمت چپ همراه با آسیب به لوب اکسیپیتال راست)، کوررنگی (نقص درک رنگ و معمولاً با یک طرفه یا دو طرفه همراه است. آسیب به لوب گیجگاهی) و عدم جهت گیری توپوگرافی (از دست دادن آشنایی با محیط و مشکل در استفاده از نشانه ها و این با آسیب به قسمت خلفی شکنج پاراهیپوکامپ و قسمت قدامی شکنج زبانی سمت راست همراه است.)

## انواع
ادراک‌پریشیِ چهره‌ای معمولاً برای توصیف مواردی از prosopagnosia اکتسابی با برخی از مراحل اولیه در سیستم ادراک چهره استفاده می شود. آنها همچنین قادر به تشخیص چهره های آشنا و ناآشنا نیستند، با این حال می توانند افراد را بر اساس شواهدی غیر از صورت، مانند لباس ، مدل مو ، یا صدا تشخیص دهند.
پروسوپاگنوزی انجمنی: اغلب برای توصیف مواردی از پروسوپاگنوزی اکتسابی استفاده می‌شود که فرآیندهای ادراکی را دور می‌زند، اما با پیوند دادن فرآیندهای ادراک اولیه صورت با اطلاعات معنایی افراد که در حافظه نگه می‌داریم ، ناحیه زمانی قدامی سمت راست ممکن است نقش مهمی در پروسوپاگنوزی تداعی ایفا کند افراد مبتلا به ادراک‌پریشیِ چهره‌ای با این نوع اختلال، می توانند تشخیص دهند که آیا تصاویر افراد یکسان است یا خیر و همچنین سن و جنسیت را از چهره آن افراد استنباط کنند (که نشان می دهد حتی برخی از چهره ها را تشخیص می دهند)، اما ممکن است نتوانند. برای شناسایی افراد یا اطلاعات مربوط به آنها مانند نام، شغل یا آخرین باری که با آنها ملاقات کرده اند.
ادراک‌پریشیِ چهره‌ای رشدی (DP) یک نقص ادراک مادام العمر است که در اوایل دوران کودکی شروع می شود و نمی توان آن را تحت عنوان آسیب اکتسابی مغز قرار داد عامل ژنتیکی برای این بیماری معرفی شد آنها به طور تصادفی نمونه‌هایی از این نظرسنجی را ارائه کردند که در آن هفده مورد از خانواده‌های مبتلا به پروسوپاگنوزیا را مشخص کردند و در هر یک از چهارده خانواده، یک فرد دیگر پیدا شد. تحت تاثیر قرار گیرد.
در سال 2005، مطالعه‌ای که توسط Ingo Kinerknecci انجام شد، نشان داد که از مدل اختلالات مادرزادی prosopagnosia پشتیبانی می‌کند در خانواده های خاصی بسیار رایج است (Kennerknecht et al. 2006).
اختلالات رشدی متعددی وجود دارد که با افزایش احتمال اینکه فرد در درک چهره مشکل داشته باشد و ممکن است فرد از آنها آگاه نباشد، مرتبط است. مکانیسم این نقص شناختی تا حد زیادی ناشناخته است. فهرستی جزئی از برخی از اختلالاتی که معمولاً عناصر prosopagnosia در آنها وجود دارد شامل اختلالات یادگیری غیرکلامی، بیماری آلزایمر و اختلالات طیف اوتیسم به طور کلی است.

## نواحی مغز تحت تأثیر و تحت تأثیر قرار گرفته
Prosopagnosia ممکن است در اثر آسیب به نواحی مختلف ناحیه اکسیپیتال خلفی (ناحیه پس سری)، شکنج دوکی شکل (ناحیه دوکی شکل) و توموگرافی انتشار پوزیترون قدامی (PET) ایجاد شود و اسکن‌های fMRI نشان داده‌اند که این نواحی به‌طور خاص برای پاسخ‌گویی عمل می‌کنند در یک فرد بدون ادراک پریشی چهره ای، عمدتاً نواحی اکسیپیتال تحتانی در مراحل اولیه ادراک صورت درگیر هستند، ساختار گیجگاهی قدامی اطلاعات خاصی را در مورد چهره، نام و صدای یک فرد آشنا یکپارچه می‌کند. پروسوپاگنوزی اکتسابی می‌تواند در نتیجه انواع مختلفی از علل عصبی ایجاد شود. علل عروقی پروسوپاگنوزیا شامل انسداد شریان مغزی خلفی (PCAIs) و خونریزی در قسمت میانی خلفی ناحیه اکسیپیتوتمپورال است، اینها می‌توانند دو طرفه یا یک طرفه باشند، اما اگر یک طرفه باشند تقریباً همیشه در نیمکره راست هستند. مطالعات اخیر تأیید کرده‌اند که آسیب به نیمکره راست مغز، به‌ویژه به نواحی پس‌سری گیجگاهی، برای القای پروسوپاگنوزیا کافی است. اسکن MRI از افراد مبتلا به پروسوپاگنوزیا آسیب مجزا به سمت راست مغز را نشان داد، در حالی که اسکن‌های fMRI نشان داد که نیمه چپ مغز به‌طور طبیعی عمل می‌کند. آسیب یک طرفه پس سری به سمت چپ منجر به اشیاء بی جان شد، در حالی که تشخیص چهره تحت تأثیر قرار نگرفت. گفته شده است که اختلالات تشخیص چهره ناشی از آسیب به قسمت چپ مغز به دلیل نقص معنایی است که فرآیندهای بازیابی درگیر در به دست آوردن اطلاعات معنایی در مورد یک فرد از طریق روش بصری را مسدود می‌کند. سایر علل کمتر شایع شامل مسمومیت با مونوکسید کربن، لوبکتومی گیجگاهی، انسفالیت، تومورها، آتروفی لوب گیجگاهی راست، آسیب روانی، بیماری پارکینسون و بیماری آلزایمر است.

## تشخیص چهره ناخودآگاه
یکی از ویژگی های جالب prosopagnosia این است که تشخیص چهره هر دو جنبه ادراکی و غیر ادراکی را شامل می شود. آزمایش‌ها نشان داده‌اند که وقتی به افراد مبتلا به پروسوپاگنوزیا چهره‌های آشنا و ناآشنا نشان داده می‌شود، ممکن است نتوانند با موفقیت افراد را در تصاویر شناسایی کنند یا حتی آشنایی ساده‌ای نشان دهند (این فرد آشنا/ناآشنا به نظر می‌رسد). با این حال، وقتی مقداری از واکنش عاطفی انجام می شود، گرایش به واکنش های عاطفی نسبت به برخی از افراد آشنا وجود دارد، حتی اگر تبعیض ادراکی رخ ندهد. این نشان می دهد که احساسات نقش مهمی در تشخیص چهره ایفا می کند، شاید زمانی که شناخت افراد اطراف شما به بقا (به ویژه ایمنی) بستگی دارد. تصور می‌شود که هذیان کاپگرا ممکن است برعکس prosopagnosia باشد، در این صورت تشخیص ادراکی افراد از طریق چهره‌ها را فراهم می‌کند، اما بدون نشان دادن هیچ واکنش عاطفی، و ممکن است منجر به این باور هذیانی شود که یکی از بستگان یا همسر با یک بستگان جایگزین شده است.

## همچنین ببینید
- اثر تاچر

- آلکسی تایمیا
- آمیگدال
- آفانتازیا
- عصب روانشناسی شناختی
- ادراک چهره
- صرع لوب گیجگاهی